# Ангерер, Тобиас
Тобиас Ангерер (нем. Tobias Angerer; род. 12 апреля 1977, Траунштайн, Бавария) — известный немецкий лыжник, многократный призёр зимних Олимпийских игр, многократный призёр чемпионатов мира, двукратный победитель общего зачета Кубка мира.

## Спортивная карьера
Дебют Ангерера на этапах Кубка мира состоялся в спринте 27 декабря 1998 года в немецком Гармиш-Партенкирхене.
На своей первой Олимпиаде 2002 года в Солт-Лейк-Сити Тобиас завоевал первую бронзовую медаль в эстафете, в личном спринте он занял 7 место.
В следующем сезоне 2002/03 Ангерер впервые поднялся на подиум, заняв 3 место в скиатлоне (10+10 км).
В сезоне 2005/06 года Тобиас, одержав 5 побед, завоевал Кубок мира. В этом же сезоне на Олимпийских играх в Турине он завоевал бронзовую медаль в классической разделке на 15 км и серебро в эстафете.
В сезоне 2006/07 года Ангерер достиг пика своей карьеры. Он выиграл впервые организованную престижную многодневку Тур де Ски и во второй раз в карьере завоевал Кубок мира. На чемпионате мира в Саппоро он получил две индивидуальные медали: серебро в скиатлоне и бронзу в разделке на 15 км свободным стилем.
После олимпийских игр в Сочи в 2014 году принял решение завершить карьеру. К сожалению, несмотря на успешную кубковую карьеру, Тобиас Ангерер так и не стал чемпионом Олимпийских игр и чемпионатов мира.

## Результаты

### Олимпийские игры
| Олимпийские игры    | Спринт | Командный спринт | 15 км раздельный старт | 15+15 км скиатлон | 30 км масс-старт | 50 км масс-старт | Эстафета |
| ------------------- | ------ | ---------------- | ---------------------- | ----------------- | ---------------- | ---------------- | -------- |
| 2002 Солт-Лейк-Сити | 7      | —                | —                      | 23                | 33               | —                | 3        |
| 2006 Турин          | —      | —                | 3                      | 12                | искл.            | 24               | 2        |
| 2010 Ванкувер       | —      | —                | 7                      | 2                 | искл.            | 4                | 6        |
| 2014 Сочи           | —      | —                | —                      | 14                | искл.            | —                | 9        |

### Чемпионаты мира по лыжным видам спорта
| Чемпионат мира      | Спринт | Командный спринт | 15 км раздельный старт | 15+15 км скиатлон | 50 км масс-старт | Эстафета |
| ------------------- | ------ | ---------------- | ---------------------- | ----------------- | ---------------- | -------- |
| 2003 Валь-ди-Фьемме | 4      | —                | —                      | 60                | 36               | —        |
| 2005 Оберстдорф     | —      | —                | 19                     | 17                | —                | 2        |
| 2007 Саппоро        | —      | 4                | 3                      | 2                 | 4                | 4        |
| 2009 Либерец        | —      | 2                | 9                      | 7                 | 3                | 2        |
| 2011 Хольменколлен  | —      | —                | 9                      | 8                 | 6                | 3        |
| 2013 Валь-ди-Фьемме | —      | —                | 42                     | 9                 | 13               | 7        |